# Lockheed P-80 Shooting Star
Pour les articles homonymes, voir P-80.
Le Lockheed P-80 Shooting Star est le second avion de chasse à réaction conçu par les États-Unis (le premier étant l'Airacomet), le premier capable de dépasser 800 km/h en vol horizontal, et le premier jet américain à avoir remporté une victoire en combat aérien.

## Historique

### Conception
La société Lockheed avait commencé à étudier sur ses fonds propres un projet d'avion à réaction dès 1939, sous la désignation L-133. Faute d'intérêt de la part de l'USAAF, ce projet n'avait pas dépassé le stade de la planche à dessin. Fin 1942, le résultat des études préliminaires d'un P-59 Airacomet monoréacteur furent transmis à Lockheed, qui fut alors invité à proposer un avion conçu autour du réacteur anglais Halford H.1B. Un nouveau projet fut alors lancé, recevant la désignation interne L-140. Approuvé par l'USAAF en juin 1943, il fit l'objet d'un contrat officiel au mois d'octobre, imposant un délai de réalisation de 180 jours.

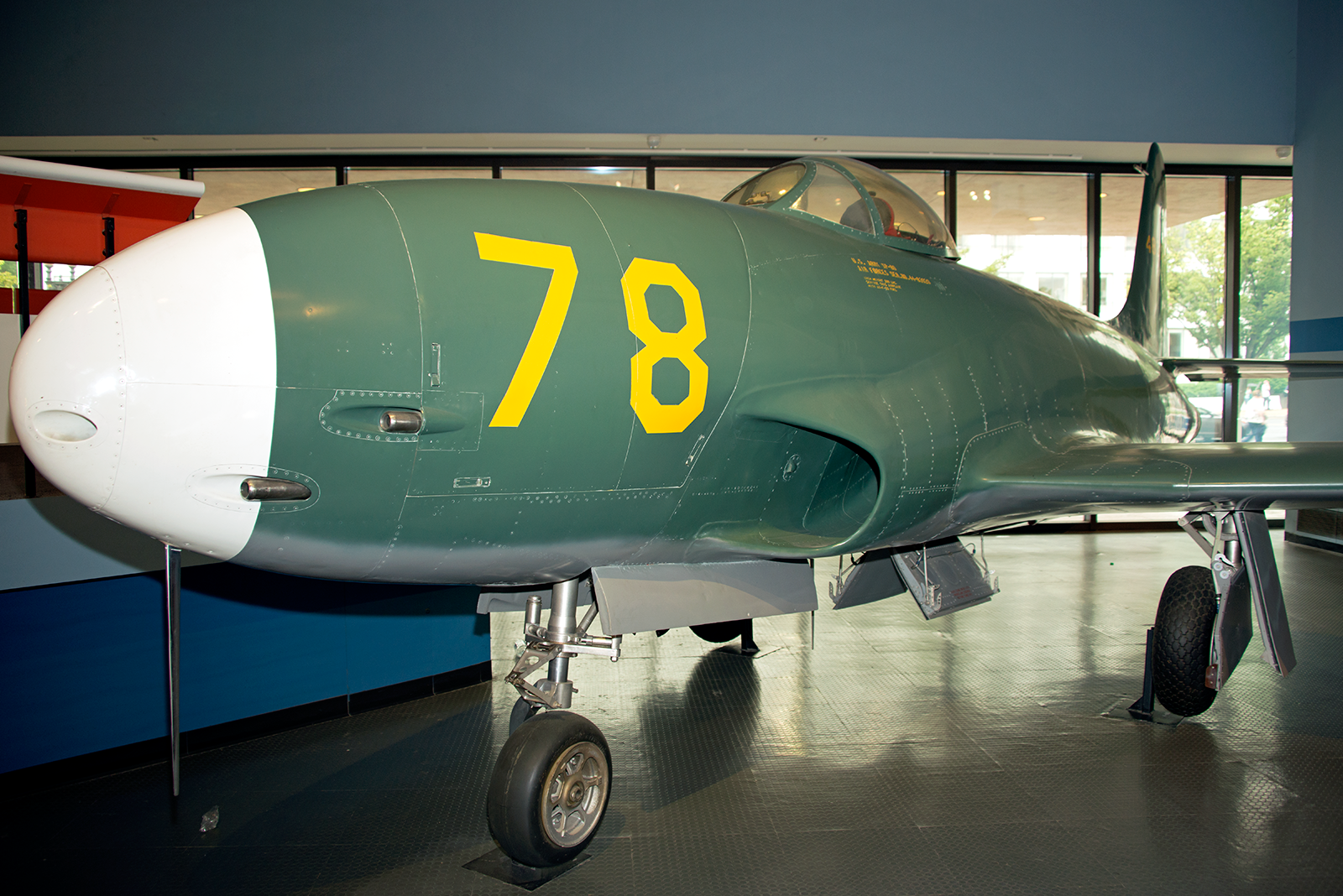
Prototype XP-80 Lulu-Belle (n°44-83020) au National Air and Space Museum, Washington D.C.

Une équipe d'ingénieurs spéciale se mit au travail, dans un bâtiment séparé afin de maintenir le secret sur ce projet. Le développement de l'avion fut suffisamment rapide pour permettre de livrer un premier XP-80 en novembre 1943. Quelques problèmes furent cependant rencontrés sur le développement du réacteur : la société Allison tardait à mettre au point le J36 initialement prévu (un Halford H.1B construit sous licence), aussi Lockheed proposa un projet L-141, plus gros, afin de permettre d'installer un General Electric I-40 (prototype du futur J33), et reçut l'autorisation d'en réaliser deux exemplaires.

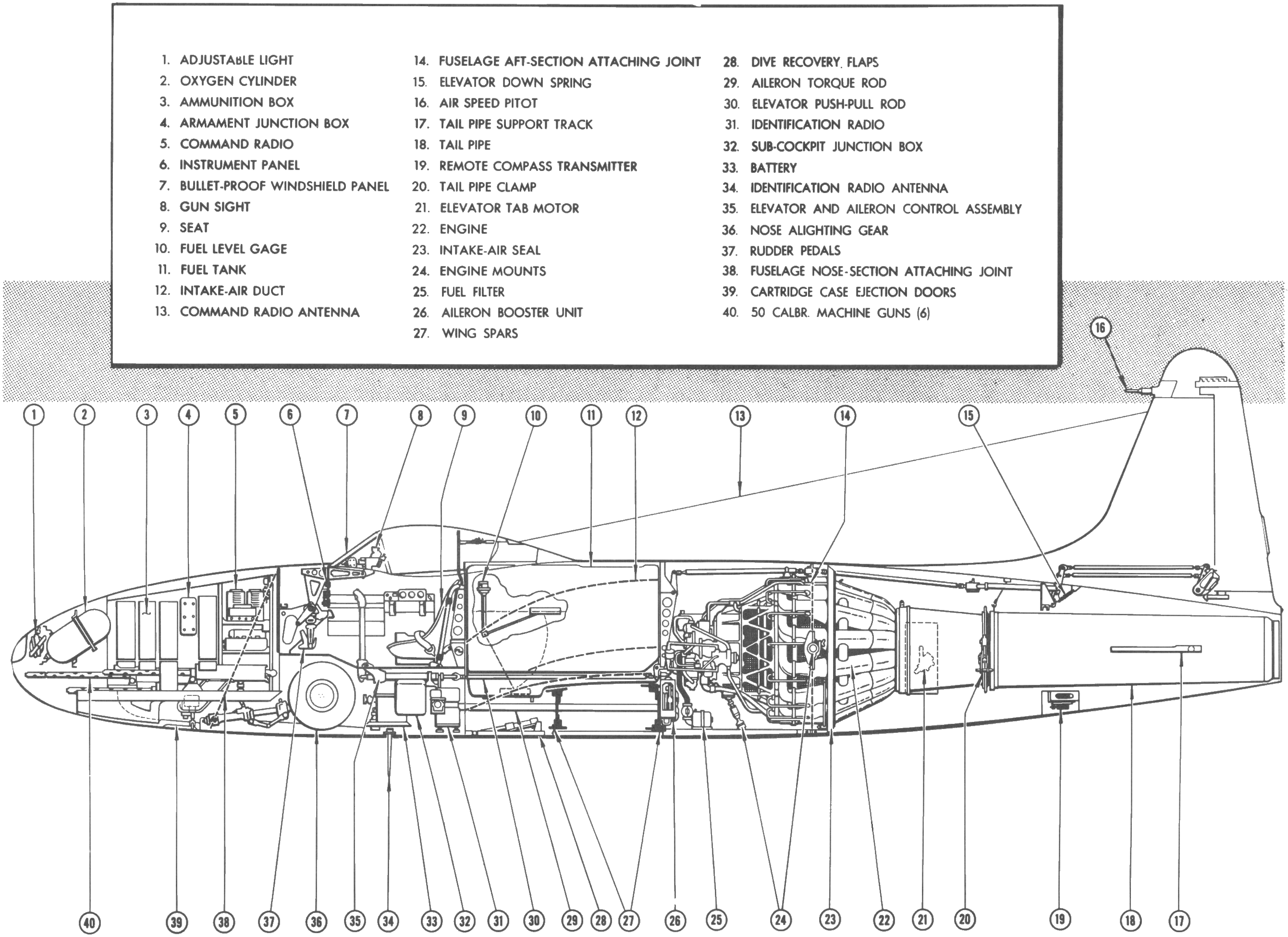
Lockheed P-80 Shooting Star

Finalement équipé d'un Halford H.1B, nommé plus tard de Havilland Goblin, fourni par la société britannique de Havilland, le prototype XP-80 fit son premier vol le 8 janvier 1944. C'est le premier avion à avoir été pressurisé par une prise d'air extérieur dans le réacteur (à 30 000 pieds, la pression dans la cabine était équivalente à celle éprouvée à 18 000 pieds).
Son premier vol ne dura que 5 minutes, en particulier à cause d'un problème de rentrée du train d'atterrissage. Après la correction de quelques problèmes, le XP-80 atteignit finalement 807 km/h à 6 240 mètres d'altitude, devenant ainsi le premier avion américain à dépasser 800 km/h en vol horizontal. Après plusieurs campagnes d'essai, ce prototype fut finalement envoyé au musée en novembre 1946.

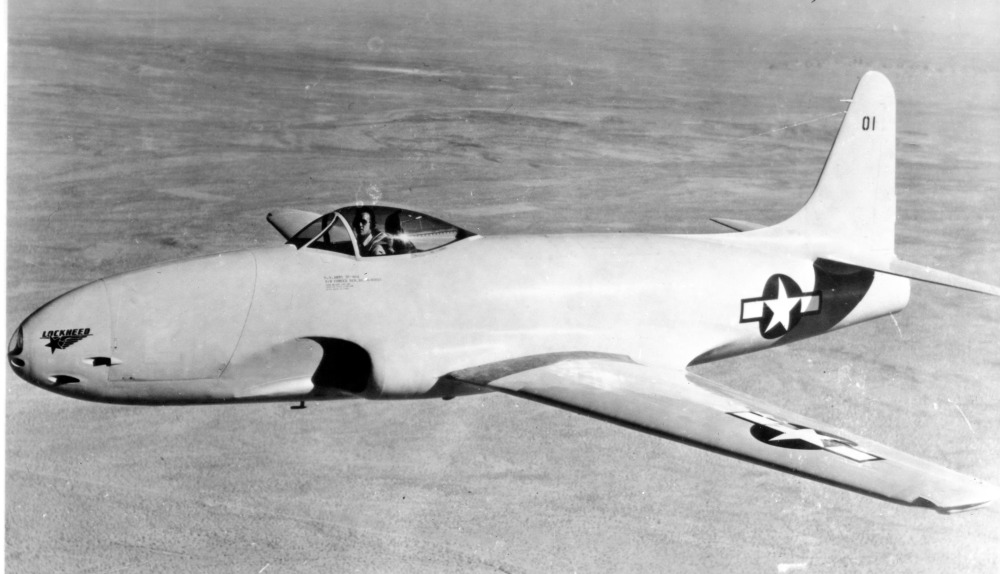
Lockheed XP-80A Shooting Star n°44-83021

Construit en parallèle, le premier XP-80A équipé d'un General Electric I-40 fit son vol inaugural le 10 juin 1944. Cette version était plus grande (60 cm de plus tant en longueur qu'en envergure) et était plus lourde, ce qui imposa de renforcer le train d'atterrissage. Un second XP-80A, biplace celui-ci, fit son premier vol en août 1944. Il reçut par la suite, à titre expérimental, deux réservoirs en bout d'aile, dont on s'aperçut finalement qu'ils n'augmentaient pas la traînée aérodynamique et qu'ils amélioraient l'efficacité des ailerons.
Commandés en mars 1944, les premiers exemplaires de présérie furent livrés à partir de septembre. Le second YP-80A avait son armement remplacé par des caméras de reconnaissance.

### Mise en service

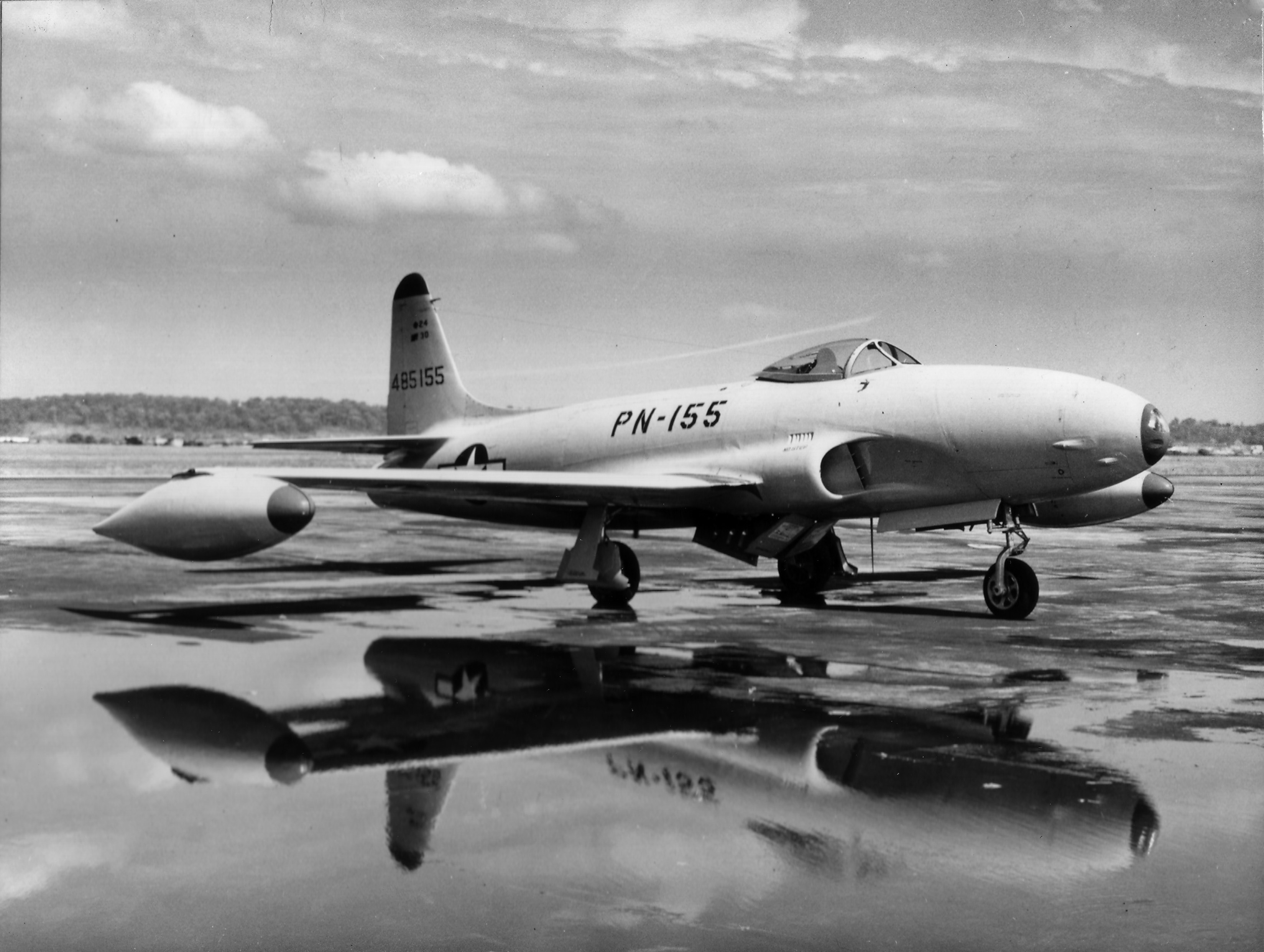
Lockheed P-80A-1-LO (n° 44-85155) du 55th FG à Giebelstadt (Allemagne) en avril 1946

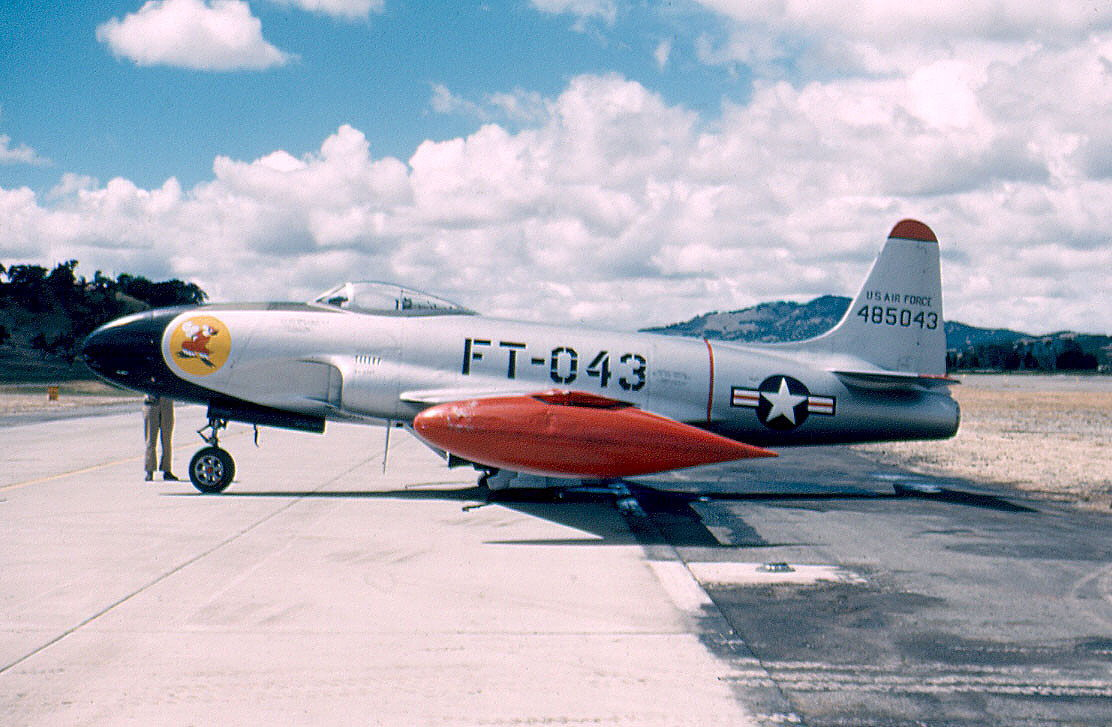
Lockheed P-80A-1-LO (n° 44-85043) du 334th Fighter Squadron en 1948

Les débuts du Shooting Star furent difficiles : à la perte de cinq des treize YP-80A en moins d'un an, il faut également ajouter un taux d'accidents élevé sur les premiers P-80 de production. Ceci entraîna plusieurs interdictions temporaires de vol, afin de permettre de corriger quelques problèmes au niveau du réacteur. Cependant, beaucoup d'accidents étaient dus à des erreurs de pilotage. Une perte de puissance du réacteur au décollage coûta la vie au plus grand as américain de la Seconde Guerre mondiale, le major Richard Bong.
La première version de série fut le P-80A, équipée d'aérofreins sous le ventre et recevant quelques autres modifications mineures. Le P-80A entra en service dans l'armée de l'air américaine en février 1945. Seuls deux P-80A furent engagés au combat en Italie pendant la Seconde Guerre mondiale. En raison de la fin de la Seconde Guerre mondiale, la commande initiale de 3 500 avions fut réduite à 917 exemplaires durant l'été 1945. Les premiers avions furent livrés avec un réacteur J33-A-9, d'une poussée de 1 748 kgp, qui fut rapidement remplacé par un J33-A-17, d'une puissance de 1 816 kgp. D'autres modifications furent apportées en cours de production. Une partie des P-80A produits furent convertis en avions de reconnaissance, recevant 3 caméras à la place des mitrailleuses, tandis qu'une centaine d'avions étaient construits dès le départ dans cette configuration. 

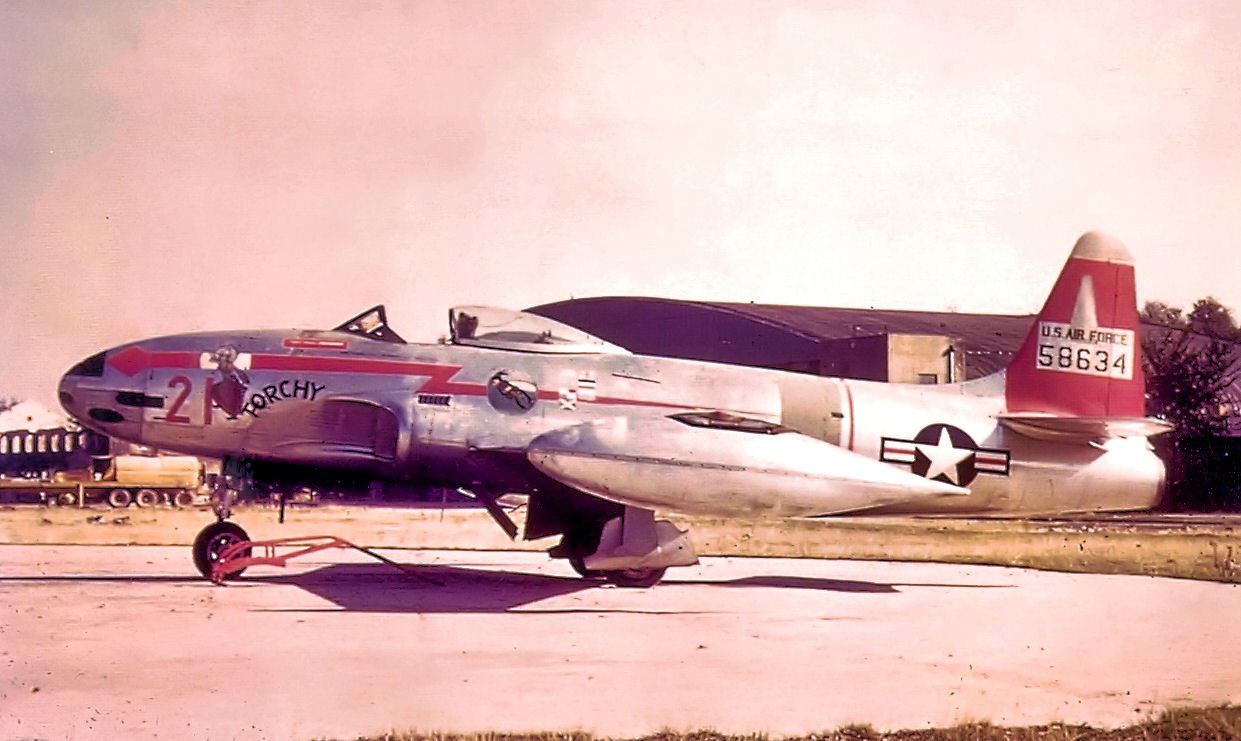
Lockheed F-80B (P-80B-1-LO) Shooting Star (n° 45-8634) du 22d Fighter Squadron, Base aérienne de Fürstenfeldbruck (Allemagne) 1948

Les livraisons de la version F-80B (La nouvelle désignation fighter F-80 avait remplacé le pursuit P-80) commencèrent en mars 1947. Cette version était équipée d'un système d'injection d'eau-méthanol permettant d'augmenter temporairement la puissance du réacteur, d'un siège éjectable et d'un radio-compas. Un certain nombre reçurent un dégivreur de verrière et des huiles spéciales pour permettre leur déploiement en Alaska.

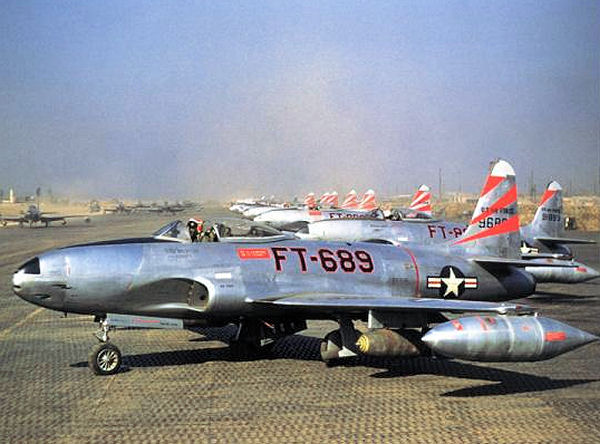
Lockheed F-80C-10-LO Shooting Star (n°49-689) du 49th Fighter-Bomber Group, Corée, 1950

Le premier F-80C vola en mars 1948, avec un réacteur plus puissant (J33-A-23 puis J33-A-35) et de mitrailleuses M3 améliorées. Pendant la guerre de Corée, les F-80C reçurent de nouveaux réservoirs en bout d'ailes contenant plus de carburant. Environ 75 exemplaires furent modifiés en avions de reconnaissance RF-80C. Après la guerre de Corée, près de 140 F-80A/RF-80A et 120 F-80B reçurent certaines des améliorations de la version F-80C. 
Il commença à être transféré dans les unités de réserve au début des années 1950, avant d'être finalement réformé en 1958. Durant la seconde moitié des années 1950, un certain nombre d'exemplaires furent fournis d'occasion à différents pays d'Amérique du Sud, dans le cadre d'un programme d'assistance militaire. Parallèlement, la société Sperry fut chargée de convertir plusieurs dizaines de F-80 en drones radiocommandés pour l'entraînement au tir, désignés QF-80. Certains furent, semble-t-il, également utilisés pour la collecte de mesures lors des essais nucléaires américains[réf. nécessaire].

### Utilisation par l'US Navy

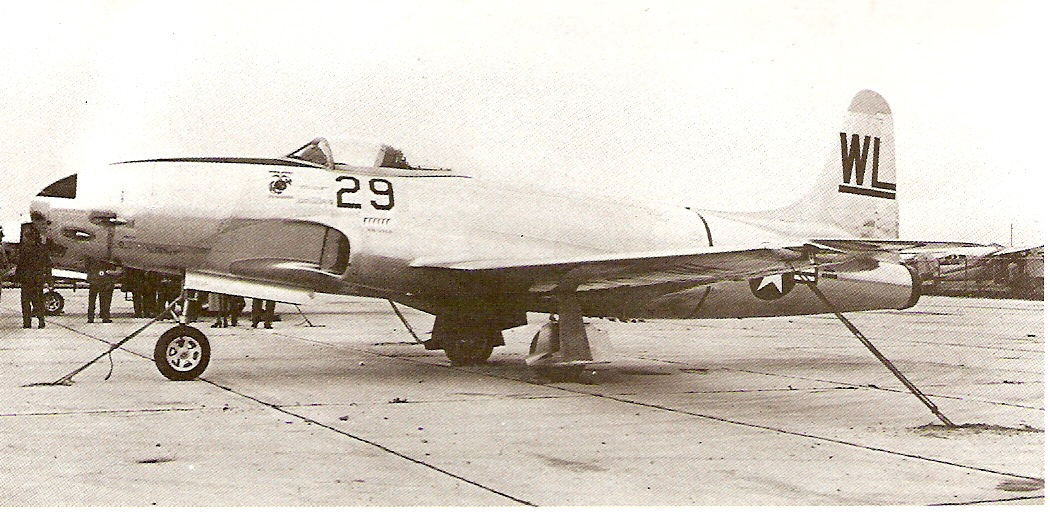
TO-1 Shooting Star du VMF-311 en 1948

Plusieurs Shooting Star P-80A ont été transférés à l'US Navy à partir du 29 juin 1945, conservant leurs désignations P-80. À la Naval Air Station Patuxent River, un P-80 de la Navy a été modifié avec les modules complémentaires requis, comme une crosse d'appontage, et chargé à bord du porte-avions USS Franklin D. Roosevelt à Norfolk, le 31 octobre 1946. Le lendemain, l'avion effectua quatre décollages sur le pont et deux lancements de catapultes, avec cinq atterrissages arrêtés, pilotés par le major Marion Carl des Marines. Une deuxième série d'essais a eu lieu le 11 novembre.

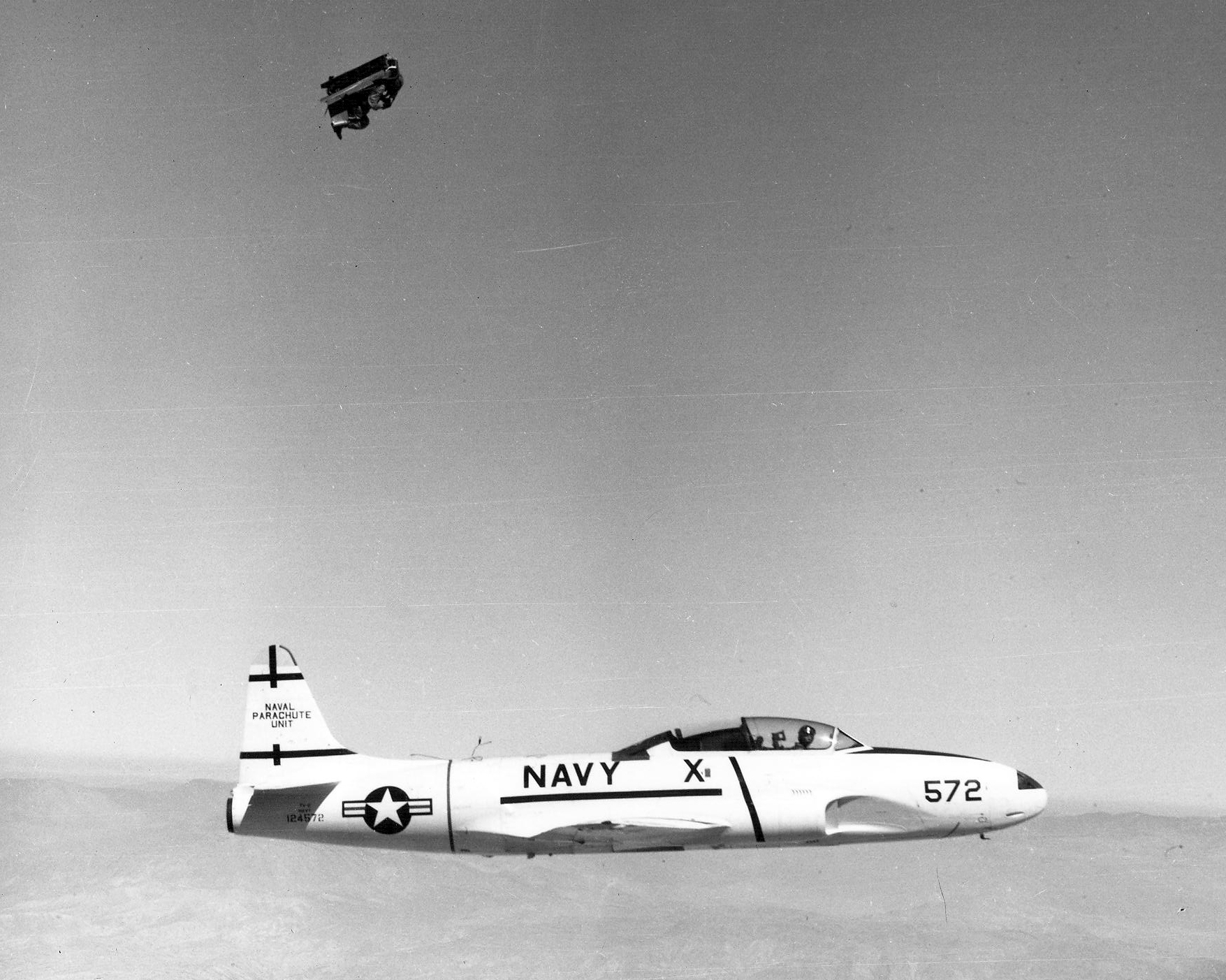
Test de siège ejectable avec un TV-2 Shooting Star de l'US Navy en 1954

L'US Navy avait déjà commencé à se procurer ses propres avions à réaction, mais la lenteur des livraisons causait des problèmes de dissension parmi les pilotes, en particulier ceux qui pilotaient encore des Vought F4U Corsair. Pour accroître la formation terrestre à la transition vers les avions à réaction, cinquante avions furent transférés à l'US Navy, depuis l'US Air Force en 1949 en tant qu'avions d'entraînement à réaction. Renommés TO-1 par l'US Navy (rechangé en TV-1 en 1950), 25 étaient basés à la Naval Air Station North Island, en Californie, avec le VF-52, et 16 étaient affectés au Corps des Marines, équipant le VMF-311 à la Marine Corps Air Station El Toro. Ces avions furent finalement envoyés dans des unités de réserve. Le succès de ces avions a conduit à l'achat par la Navy de 698 T-33 Shooting Star (sous le nom de TO-2/TV-2) pour fournir un avion biplace destiné au rôle d'entraînement. Lockheed a ensuite développé une version capable d'embarquer sur porte-avions, le Lockheed T2V SeaStar, qui est entré en service en 1957.

### Les versions biplaces

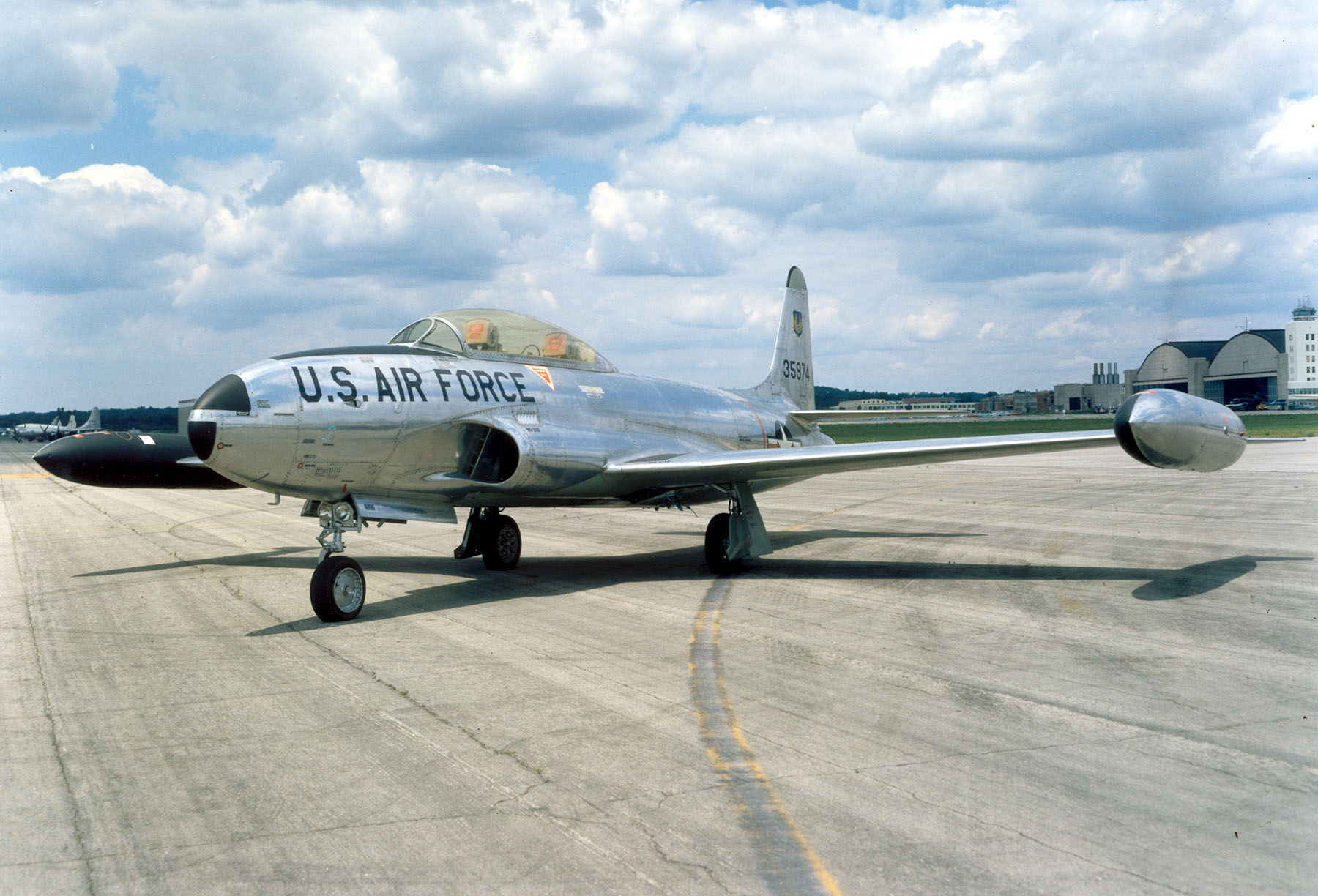
Un T-33 de l'USAF.

La version biplace d'entraînement du F-80 a rencontré un succès considérable : désignée T-33 et surnommée T-Bird, elle a été construite à plus de 6 500 exemplaires et utilisée pour former les pilotes d'une trentaine de pays différents. C'est aussi l' avion sur lequel les deux pilotes imaginaires, Tanguy et Laverdure font leur formation dans les deux premiers tomes sur la base de Meknès, au Maroc. Elle a également servi de base à la conception du Lockheed F-94 Starfire.

## Records

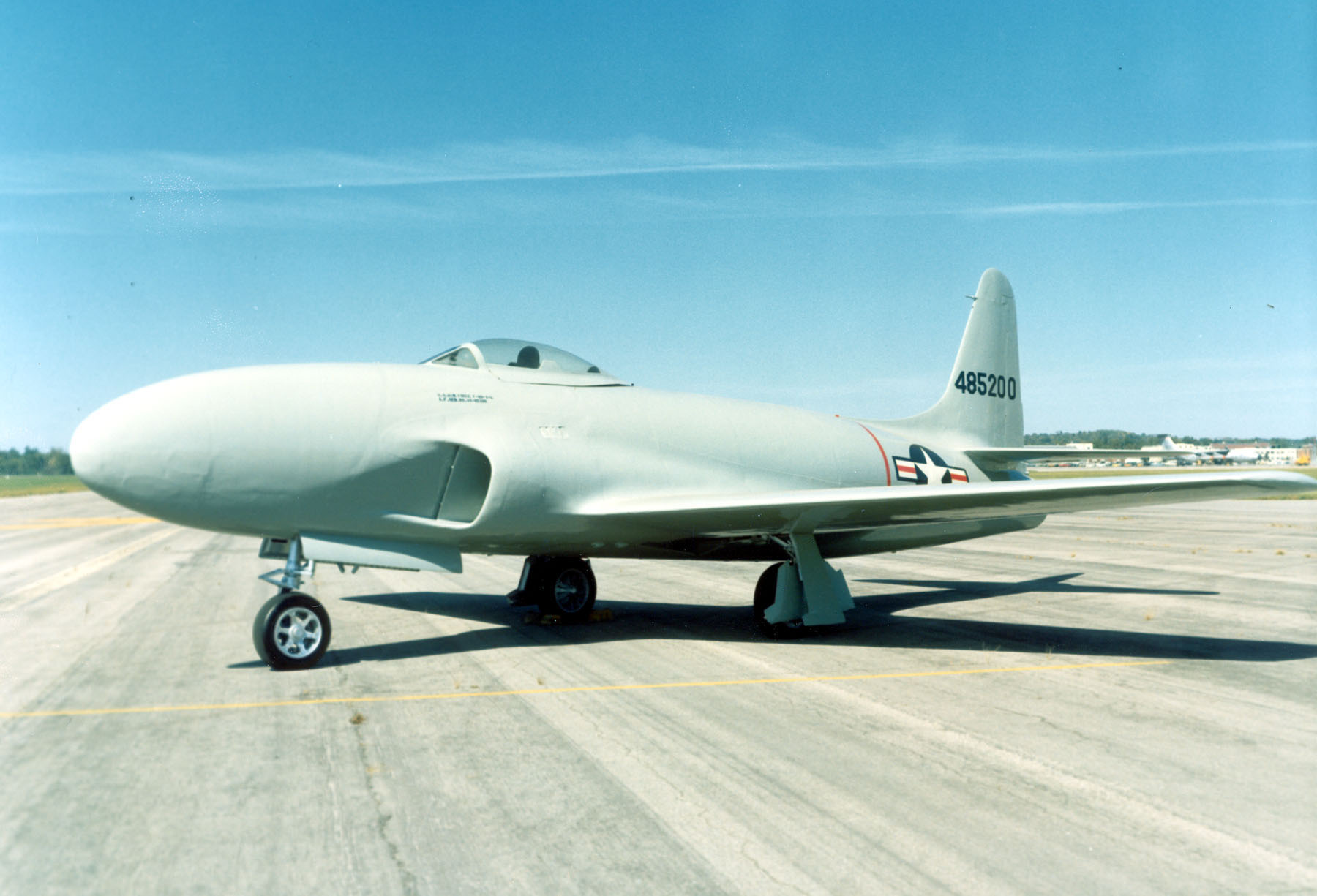
Le P-80R conservé au musée de l'USAF.

En 1947, un P-80B fut chargé de battre le record mondial de vitesse, alors détenu par le Royaume-Uni avec le Gloster Meteor. Pour cela, une verrière profilée fut installée, de même qu'un réacteur J33 modifié atteignant une puissance de 2 088 kgp.
Désigné P-80R, cet avion atteignit 1 003,6 km/h le 19 juin 1947. Il est désormais exposé au musée de l'USAF.

## Engagements

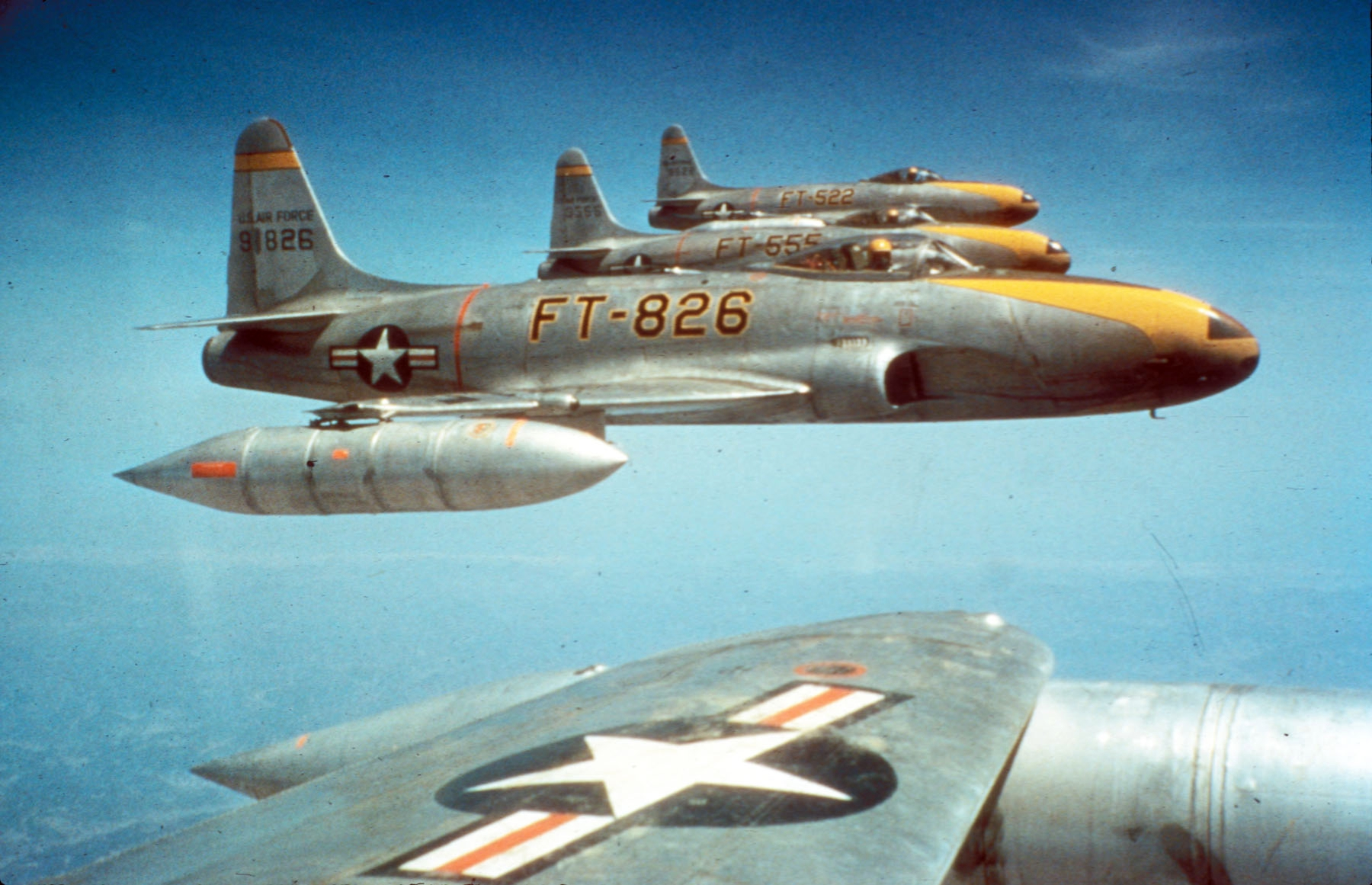
Des F-80C au début de la guerre de Corée équipés de réservoirs de carburant Misawa pour les missions depuis le Japon.

Quatre YP-80A ont été envoyés en Europe dans les derniers mois de la Seconde Guerre mondiale et ont effectué quelques missions opérationnelles, sans rencontrer d'avions ennemis. De même, une trentaine de P-80A ont été envoyés dans le Pacifique dans l'été 1945, mais n'ont pu être mis en œuvre avant la fin des combats contre le Japon.
Les F-80 ont été engagés pendant la guerre de Corée, où ils ont abattu 17 avions du camp adverse en combat aérien et détruit 24 au sol, avant d'être confrontés aux premiers MIG-15 face auxquels ils ne faisaient plus le poids, y compris à cause d'un armement inférieur (pas de canon). Les Shooting Star ont cependant remporté 6 victoires contre des MiG. En contrepartie, 277 F-80 ont été perdus pendant ces opérations, 113 par des tirs venant du sol, 14 en combat aérien, le reste lors d'accidents.

## Variantes
- XP-80 : prototype avec un réacteur de Havilland Halford H.1B (1 exemplaire) ;
- XP-80A : prototypes avec un réacteur General Electric I-40, cellule agrandie et plus lourde (2 exemplaires) ;
- YP-80A : version de présérie avec 6 mitrailleuses (13 exemplaires) ;
- P-80A/F-80A : première version de série avec aérofrein ventral (563 exemplaires, dont 38 de reconnaissance)[6] ;
- RF-80A : version de reconnaissance (113 nouveaux avions plus 66 F-80A modifiés) ;
- P-80B/F-80B : réacteur J33 à injection d'eau-méthanol, nouveau siège éjectable (240 exemplaires) ;
- P-80C/F-80C : réacteur plus puissant (799 exemplaires) ;
- RF-80C : version de reconnaissance du F-80C (76 avions modifiés) ;
- QF-80C : F-80C convertis en drônes (environ 75 avions) ;
- TO-1/TV-1 : désignation des 50 P-80C utilisés par l'US Navy.

## Pays utilisateurs
(versions monoplaces uniquement)
- États-Unis
- Brésil
- Chili
- Colombie
- Équateur
- Pérou
- Uruguay